# バーント・ノトケ
バーント・ノトケ（ Bernt Notke, 1435年頃 ポメラニア、ラッサン -  1508年/1509年冬 リューベック）は、当時の北ヨーロッパで最も重要なドイツの画家・彫刻家。ベルント・ノトケあるいはベルント・ノートケとも表記される。当時の「バルト海の芸術シーンを変えた」芸術家。
1460年頃にリューベックに移住し、1509年5月12日より前にリューベックで没したが、大聖堂のために「勝利の十字架」（Triumphkreuz; 1477）を作成し、魅力的なマグダラのマリア像を残している。
ストックホルム・ガムラスタンの大聖堂（旧名称「サンクト・ニコラス教会」）にある『聖ゲオルギオス』（対デンマーク戦勝利を記念して宰相大ステン・スチューレ Sten Sture が1489年に献納）も有名な作品である

。リューベックの聖カタリーナ教会には、この彫刻の精巧な複製がある。
ノトケの描いた『死の舞踏』のうち、リューベックの聖母マリア教会 にあったものは連合軍の爆撃によって破壊されてしまったが、レヴァル（現：エストニア、タリン）の聖ニコラス教会にあったもの（30メートルにおよぶリューベックの作品の4分の1）は無事だった。
ノルウェー、ハーシュタのトロンデネス教会やデンマーク、オーフスの教会にもノトケによる祭壇があるようにノトケの活動範囲は北欧の各地に及んだ。

## ギャラリー

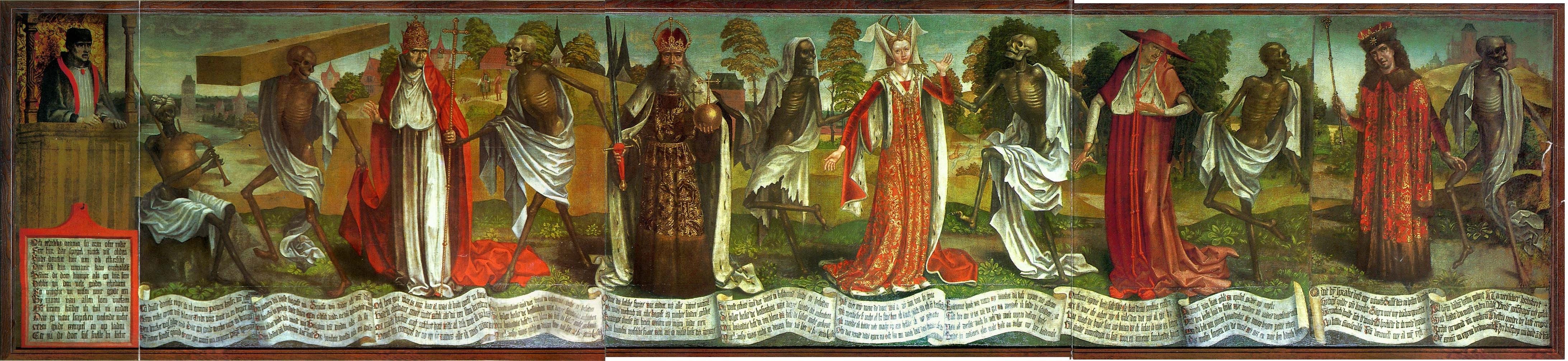
『死の舞踏』タリン、聖ニコラス教会

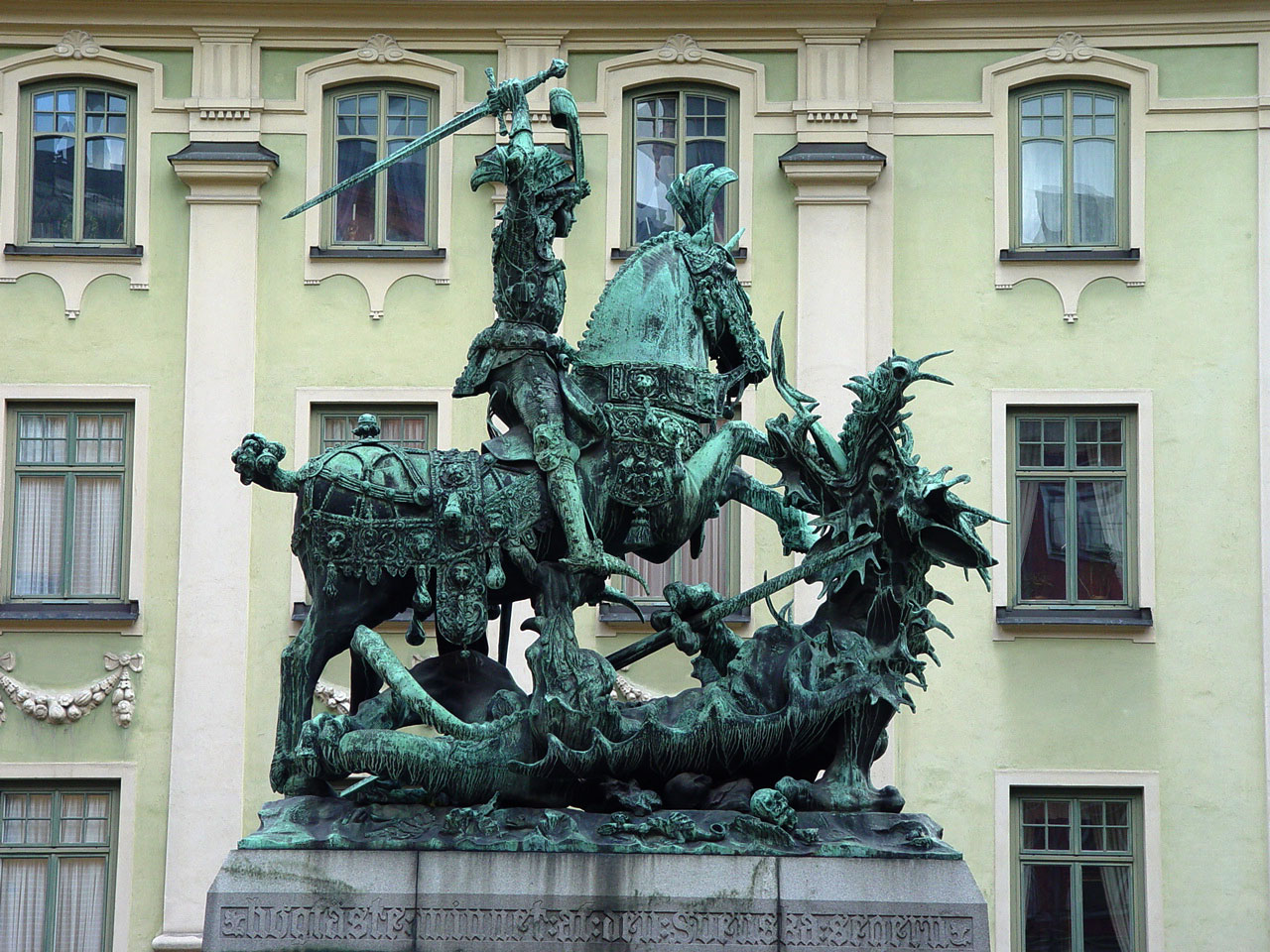
『聖ゲオルギウスとドラゴン』スウェーデン、ストックホルム・ガムラスタン
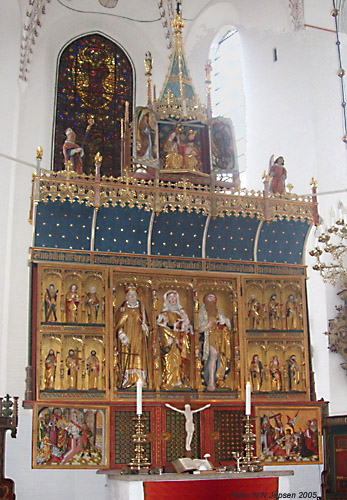
デンマーク、オーフス大聖堂
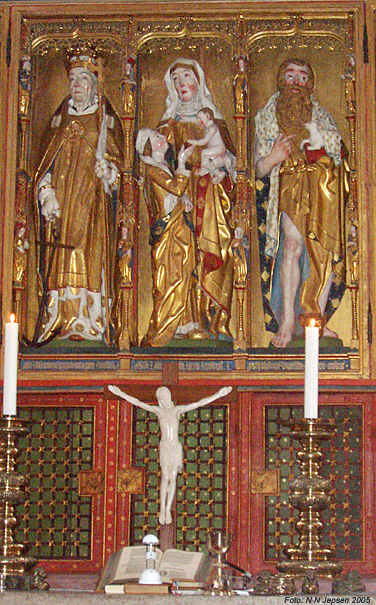
デンマーク、Århustavlenの中央部
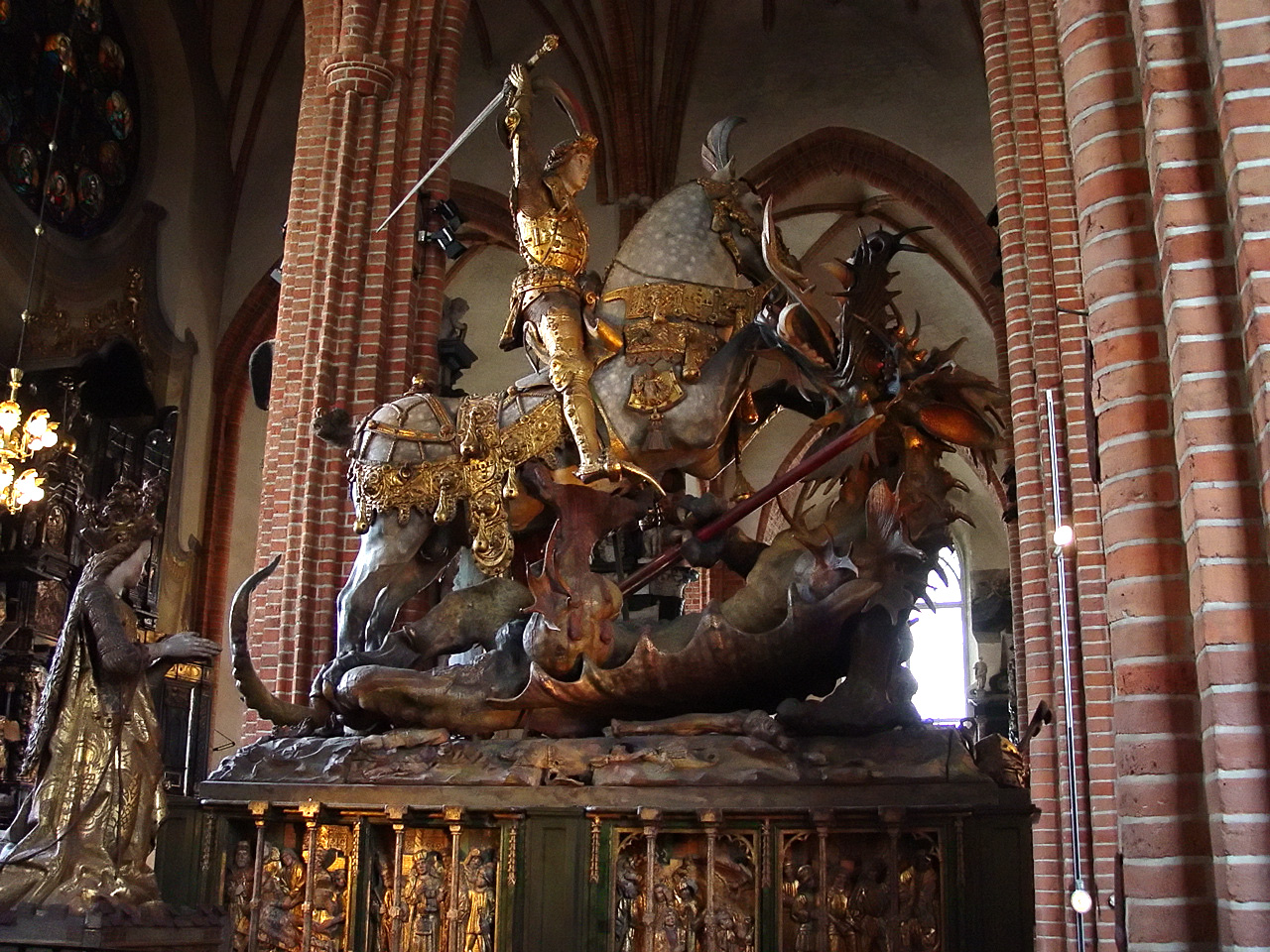
『聖ゲオルギウスとドラゴン』スウェーデン、ストックホルム大聖堂
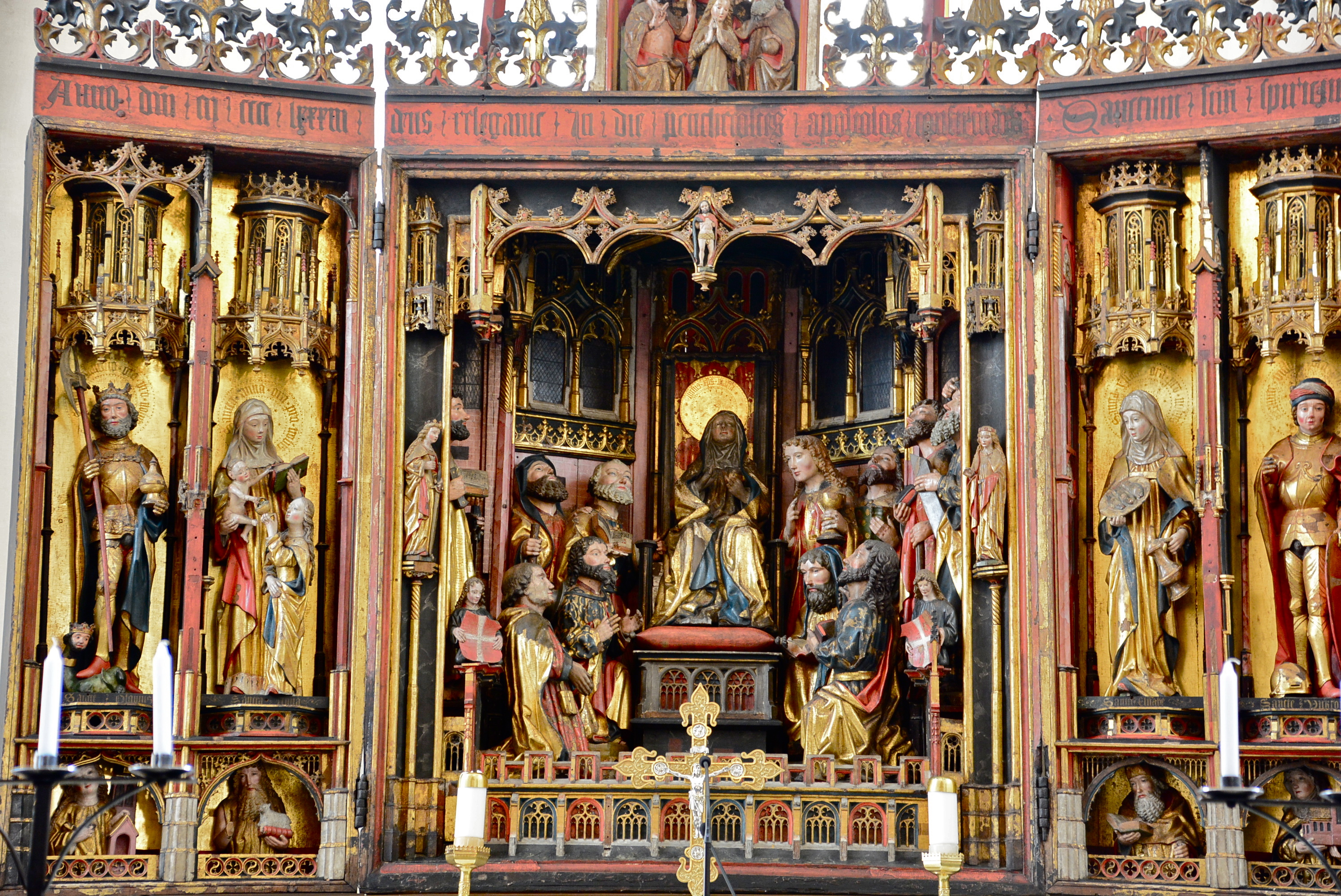
タリン、聖霊教会